# Universidad de Düsseldorf
La Universidad Heinrich Heine de Düsseldorf (en alemán: Heinrich-Heine-Universität Düsseldorf) es una universidad de Düsseldorf, Alemania. Su nombre hace honor al poeta, pensador y político alemán, Heinrich Heine, que nació en Düsseldorf en 1797. Se constituyó formalmente en 1965 y consta de las facultades de derecho, medicina, filosofía, matemáticas, ciencias naturales y economía. Tiene algo más de 18.000 estudiantes y su rector en 2008 es Alfons Labisch.

## Historia
En 1806, Joachim Murat, cuñado de Napoleón Bonaparte, que había sido puesto a cargo del Ducado de Berg, quería fundar una universidad en Düsseldorf. En ese momento, existían sólo unos pocos centros de ese nivel en Europa, que se habían desarrollado entre los siglos XVI y XVIII. 
El 12 de diciembre de 1811, Napoleón dictó un decreto creando una universidad con cinco facultades en el ducado. La invasión napoleónica de Rusia, sin embargo, impidió su establecimiento. 
En 1907, se fundó una Academia de Medicina en Düsseldorf, y en 1923 comenzó la formación de los estudiantes. En 1962, el estado de Renania del Norte-Westfalia asumió la responsabilidad de la academia de la ciudad de Düsseldorf. 
En 1965, el gobierno del estado decidió transformar la Academia de Medicina en una universidad. El 1 de enero de 1966 la universidad se constituyó con una facultad de medicina, y un combinado de la Facultad de Ciencias Exactas y Naturales y la de Filosofía. El 14 de febrero del mismo año se realizó la ceremonia de apertura. Los edificios del campus central, situados en el sur de Düsseldorf, se finalizaron en la década de 1970. El nombre de Heinrich Heine para el centro dio lugar a múltiples controversias. Heine no se consideró una figura apropiada por razones políticas. No fue hasta el 20 de diciembre de 1988, que la propia universidad decidió homenajear a Heinrich Heine, dándole su nombre al centro.